# حصن العوابي
 حصن العوابي  يقع في ولاية العوابي في منطقة الباطنة بسلطنة عمان. ويوجد في (ولاية العوابي) عدد من المعالم الأثرية التي تتمثل في الحصون والأبراج والبيوت القديمة التاريخية. يقع حصن العوابي في وادي بني خروص راس وادي الفرع، ويسمى الحصن الموجود هناك بيت العوابي ،وتتبين أهمية هذا الموقع مما وقع عام 1135هـ/1722م بين بلعرب بن ناصر الذي هاجم قلعة الرستاق واحتلها وبين الامام يعرب بن بلعرب الذي ارسل مجموعة من حوالي 400 رجل من نزوى لاسترداد الرستاق لكنهم لم يتمكنوا من المضي إلى أبعد من العوابي.